# Friedrich Wilhelm von Winterfeldt
Friedrich Wilhelm von Winterfeldt (* 23. August 1830 in Dinslaken; † 16. Juni 1893 in Düsseldorf) war ein deutscher Landschaftsmaler der Düsseldorfer Schule aus dem Adelsgeschlecht Winterfeld(t).

## Leben
Von Winterfeldt war der Sohn des Rittmeisters Friedrich von Winterfeld (* 6. Juni 1801; † 16. Juni 1841) und Albertine Caroline Wilhelmine Marie Agnes (geborene von Britzke, * 18. Juni 1809; † 31. März 1890) aus dem Haus Briesen. Nach dem Tod ihres Mannes heiratete sie den Rittmeister Ernst von Schaumburg.
Von Winterfeldt beschritt von 1850 bis 1853 eine Militärlaufbahn im 8. Ulanenregiment, dort wurde er am 13. März 1852 überzähliger Seconde-Lieutenant. Am 17. Juni 1853 wurde er in das 8. Kürassier-Regiment versetzt, aber auf Grund seiner schwächlichen Gesundheit am 18. August 1853 entlassen.
Er wandte sich dann der Landschaftsmalerei zu. 1853 wurde er Schüler im Privatatelier des norwegischen Landschafts- und Marinemalers Hans Fredrik Gude in Düsseldorf. Er unternahm Studienreisen in die Bayerischen Alpen und in den Teutoburger Wald.
Am 2. September 1862 heiratete er die aus Oldenburg gebürtige Johanna Freiin von und zu Egloffstein (* 17. Dezember 1843), älteste Tochter des oldenburgischen Generalleutnants Julius von Egloffstein († 23. Dezember 1861) und der Sophie Johanne von Pretlack († 4. März 1847). Im Jahr 1863 wurde in Düsseldorf der einzige Sohn des Paares geboren, Hans-Karl Rudolf von Winterfeldt.

## Werk (Auswahl)
- Sonnenuntergang in bewaldeter Landschaft, 1859
- Landschaft im Teutoburger Wald, 1867
- Insel Mainau im Bodensee
- Partie vom Chiemsee
- Abend am Bodensee
- Bei Konstanz am Bodensee
- Blick auf die Fraueninsel, 1869
- Gebirgsbach zwischen Felsen im Alpental bei sich zusammenbrauendem Unwetter, 1875
- Am Hintersee, 1871
- Aufkommendes Gewitter am See
- Meersburg am Bodensee
- Kuh in der Abendsonne
- Alpenglühn